# Schleswig

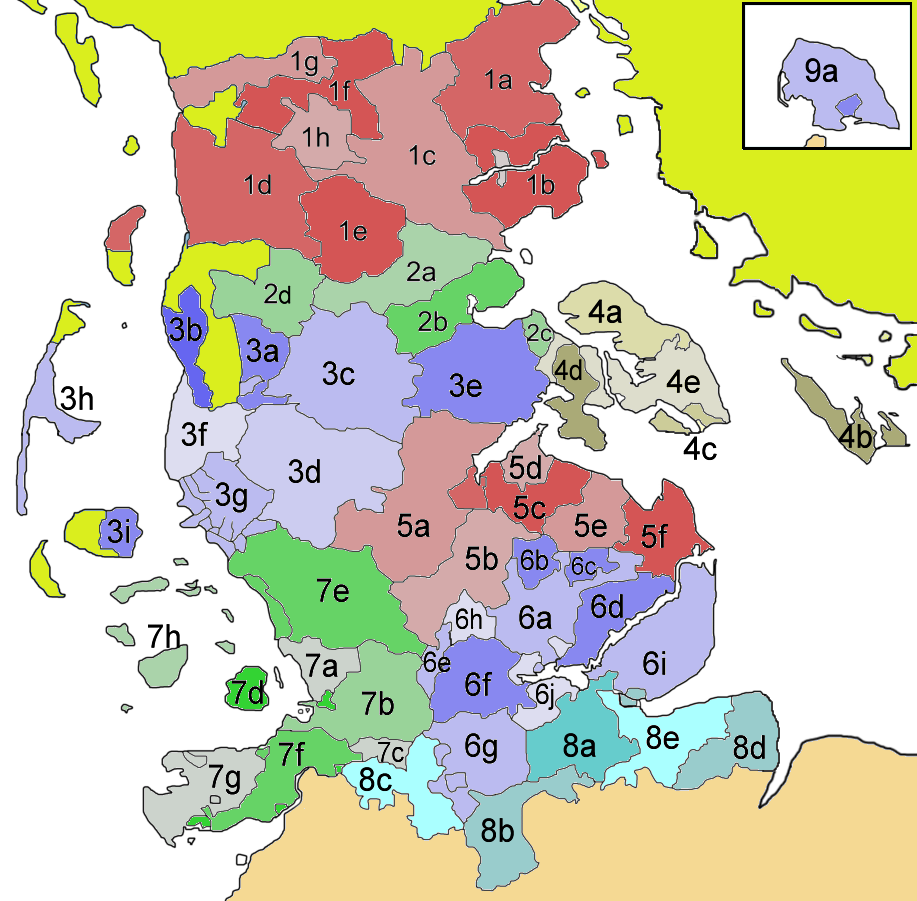
Împărțirea administrativă a Schleswig-ului

Schleswig (citit/pronunțat Șlezvih), sau Jutlanda de Sud (daneză Sønderjylland sau Slesvig; germană Schleswig), este o regiune geografică și istorică situată pe teritoriul de astăzi al Danemarcei și Germaniei, la aproximativ 60 km nord și 70 km sud de granița celor două state.